# Sinoluperus wuyiensis
Sinoluperus wuyiensis là một loài bọ cánh cứng trong họ Chrysomelidae. Loài này được Yang & Wu in Yang, Wang & Wu miêu tả khoa học năm 1998.